# Músculo ancóneo
El músculo ancóneo es un músculo perteneciente al segmento del miembro superior conocido como antebrazo. De las 3 regiones musculares del antebrazo, el ancóneo pertenece a la posterior, siendo el más superior de todos los músculos de la región.
Embriológicamente, el ancóneo sería el cuarto fascículo del hipotético músculo cuádriceps braquial, que finalmente no se unió a los otros tres y se desarrolló como músculo independiente, en una región muscular distinta. Mantuvo por tanto la inervación y vascularización que es propia del ulterior músculo tríceps braquial.

## Estructura y relaciones
El ancóneo tiene forma triangular, localizándose el vértice en su inserción proximal y la base a lo largo de la inserción caudal (cara posterior del cubito, cara externa del olécranon). 
La cara anterior está en relación directa, por dentro, con el olécranon, y por fuera, con la cara posterior del epicóndilo del húmero.
La cara posterior es subcutánea y está en relación directa con la piel.

## Inserciones
Se inserta proximalmente en el epicóndilo lateral del húmero y caudalmente en la cara posterior del cubito (ulna), cara externa del  olécranon, donde existe una superficie triangular a tal efecto.

## Vascularización
El ancóneo está vascularizado por el círculo arterial periepicondíleo lateral, y a veces recibe también vascularización de la arteria radial o de la arteria interósea posterior.

## Inervación
La inervación del músculo ancóneo corre a cargo del nervio radial común que emite ya sus ramas musculares para él antes de dividirse en radial anterior y radial posterior, en la flexura del codo.

## Mecánica funcional
El ancóneo es principalmente un músculo extensor del antebrazo sobre el brazo, su acción refuerza la acción del tríceps braquial en la extensión del antebrazo sobre el brazo y representa una quinta parte de la fuerza que se requiere para este movimiento.
- Datos: Q526403
- Multimedia: Anconeus muscles / Q526403